# Philipp Oehme

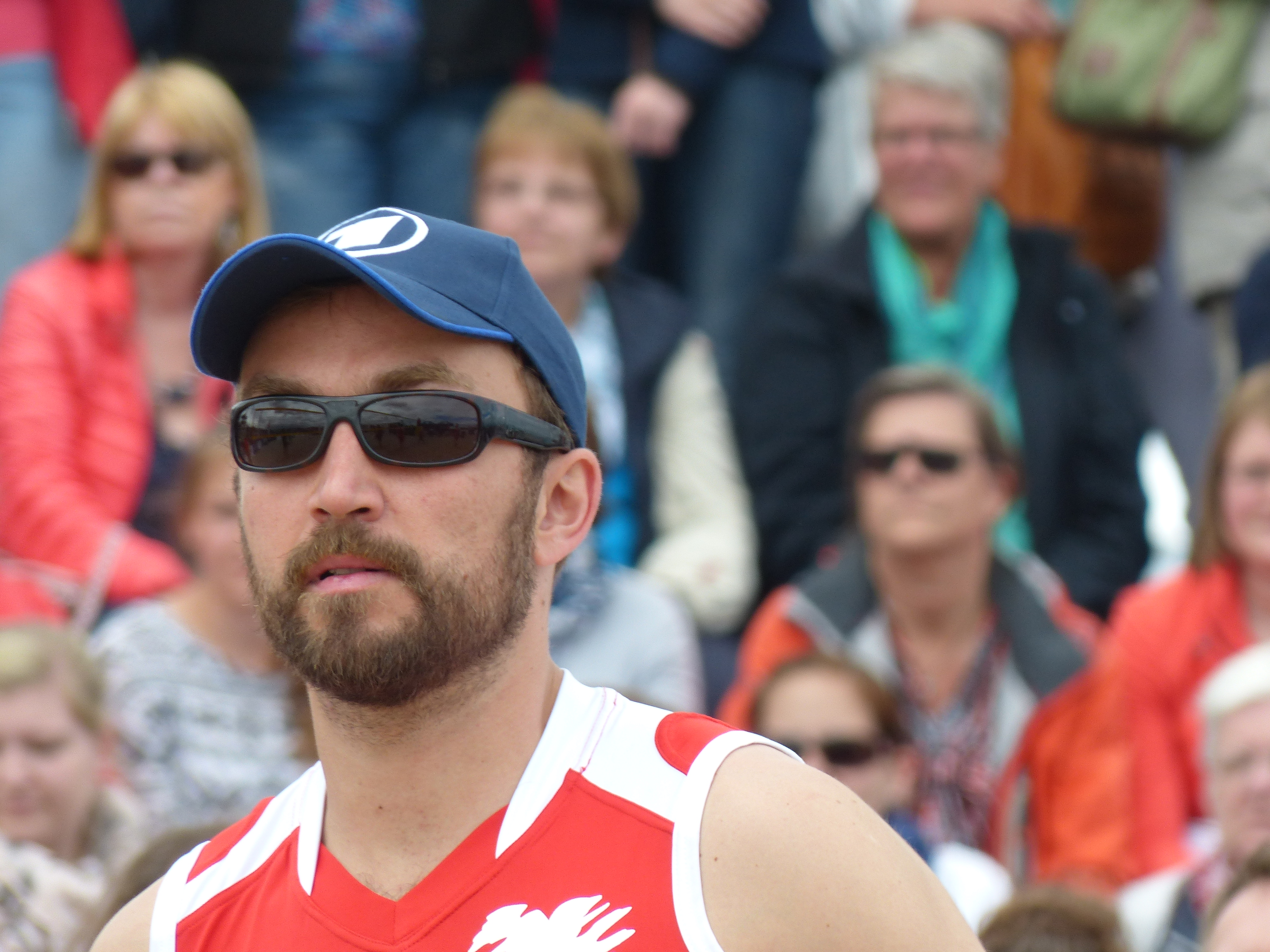
Philipp Oehme (2014)

Philipp Oehme (* 21. April 1981 in Rochlitz) ist ein deutscher Film-, Fernseh- und Theaterschauspieler sowie Sänger.

## Leben
Der in Leipzig aufgewachsene Oehme zog 1995 nach Dresden, wo er sechs Jahre lang als Sänger und Frontmann in den Rockbands „Bloody Mary“ und „WET 69“ mitwirkte. Seine Filmkarriere begann er 1999 als Regieassistent, bis er 2002 ein Studium der Schauspielregie an der Hochschule für Schauspielkunst „Ernst Busch“ aufnahm. Später wechselte er zum Studienfach Schauspiel. Nach zwei Jahren Studium wurde er von 2006 bis 2007 Mitglied im Schauspielensemble vom Theater Bremen. Währenddessen setzte er sein Studium fort, das er 2007 mit dem Diplom abschloss. Danach war er von 2007 bis 2010 Ensemblemitglied beim Deutschen Nationaltheater Weimar. Seit 2010 ist er als freier Schauspieler tätig.
Philipp Oehme wirkte in Theaterinszenierungen der Regisseure Dimiter Gotscheff, Johann Kresnik, Konstanze Lauterbach, Nora Schlocker oder Thomas Bischoff sowie in Filmen der Regisseure Christian Petzold, Dominik Graf und Bernd Fischerauer mit. Insgesamt spielte er von 2001 bis 2012 Theater, außer am Theater Bremen und dem Deutschen Nationaltheater auch an folgenden Theatern: Theater Junge Generation Dresden, Berliner Arbeiter-Theater, Deutsches Theater Berlin, Theater Heidelberg, Hans Otto Theater Potsdam, Luzerner Theater. Von 2017 bis 2020 war er festes Ensemblemitglied am Theater der Jungen Welt in Leipzig.
2009 war er im Musikvideo zu „Der Weg“ von Die Apokalyptischen Reiter zu sehen und 2010 im Musikvideo „Devil's hand“ von Pentatones.
Von Dezember 2013 bis Oktober 2014 spielte er die Hauptrolle des Thore Hellström in 156 Folgen der Seifenoper Verbotene Liebe.
Oehme wohnt in Leipzig.

## Filmografie
- 2007: Die Flut (Dokumentation)
- 2008: The Blaze Place (Quent-Film)
- 2009: Jens & Anna (Bauhaus-Universität Weimar)
- 2009: Sex, lies & videotape (Bauhaus-Universität Weimar)
- 2009:	Reise zum Mars (Quent-Film)
- 2009: SOKO Leipzig (Fernsehserie)
- 2009: Der Teufel mit den drei goldenen Haaren
- 2009: Der Gewaltfrieden
- 2010: Morgen das Leben (Bauhaus-Universität Weimar)
- 2010: Dreileben (Etwas Besseres als den Tod, Komm mir nicht nach)
- 2011: Europas letzter Sommer
- 2012: Heiter bis tödlich: Akte Ex (Fernsehserie, eine Folge)
- 2012: Schloss Einstein (Fernsehserie)
- 2012: Die Reichsgründung
- 2012: Die nervöse Großmacht
- 2012: Ein Fall von Liebe
- 2013–2014: Verbotene Liebe (Seifenoper)
- 2013: Küstenwache (Fernsehserie)
- 2014: Die geliebten Schwestern
- 2020: Erzgebirgskrimi – Tödlicher Akkord
- 2025: Tierärztin Dr. Mertens (Fernsehserie, Folge: Auf Leben und Tod)